# 陳平 (1924年)
陈平（1924年10月21日—2013年9月16日），本名王文华，男，马来亚共产党与马来西亚政府签署停火协定前的最后一任总书记。

## 生平

### 出身背景
陈平于1924年10月21日生於马来联邦霹靂州实兆远，祖籍福建福清新厝镇江兜村的仙游人。父亲王声標，是霹靂州商人，拥有11名儿女，陈平在兄弟姐妹中排第二。他声称生於一个小康家庭，根据英政府在伦敦的情报记录，他生於中产阶级家庭。他曾在实兆远南华小学和中学就读。

### 任马共总书记
他在1939年宣誓加入馬來亞共產黨，在太平洋戰爭爆發後，他加入了抵抗日本侵略的游擊隊馬來亞人民抗日軍，與英國陸軍並肩而戰。英國政府曾因他在戰時對馬來亞的貢獻，頒授英帝國官佐勳章（OBE），後來因陳平領導馬來亞共產黨軍隊反抗英國殖民統治，於1948年收回有關勳章。
在1947年，马来亚共产党原任总书记莱特變節東窗事發後被共產黨員於曼谷捕殺，陈平接任总书记一职，领导当时以马来亚华裔为主的游击队，与当时的英国陆军和英联邦国家合组的部队，后来的马来西亚部队在森林打游击战。陳平首次發動武裝鬥爭，最初受到攻擊的是兩個橡膠種植園，三名種植園主被按計劃處決。隨後的12年暴力活動被稱為「馬來亞緊急狀態」。政府用25萬美元懸賞可以致陳平被抓獲的信息。在衝突最嚴重的時期，約有7萬名英國、澳大利亞、新西蘭、斐濟、廓爾喀和其他英聯邦士兵與大約1萬名游擊隊員交戰。1948年到1960年間，共有1萬多名士兵和平民喪命。
在1948年6月，馬來亞進入緊急狀態時期，陳平成為大英帝國的首號通緝犯。1955年，东姑阿都拉曼领导的联盟在马来亚联合邦立法会议选举中取得压倒性胜利，随后，东姑提出在吉打州华玲与马共进行和谈，当时政府和谈团由东姑、陈祯禄与大卫·马绍尔領導，而马共就由总书记陈平与陈田和拉昔迈丁负责。由于当时政府无法接受马共不用投降字眼等的要求，和谈破裂告终。

### 合艾和平協定
經過多番談判，1989年，馬來亞共產黨、泰王國政府與馬來西亞政府在泰国的合艾簽署《合艾协议》（馬共代表為陳平與拉昔迈丁，泰國代表為差瓦立·永猜裕上將，馬來西亞方面代表為时任马来西亚首相马哈迪·莫哈末及當時大馬皇家警隊政治部总监，後出任大馬總警長拿督拉欣諾），馬來亞共產黨自願解除武裝。他之後一直居於泰國南部，在2003年以英文寫成自傳《My Side of History》（中譯《我方的历史》）。2004年，獲新加坡政府特許，以學術研究為理由，短暫訪問新加坡。

### 道歉
陳平一直希望重回馬來西亞，90年代之後他一直試圖通過法律途徑申請回國，但陳平的申請於2005年遭馬來西亞最高法院駁回，上訴庭在2008年又駁回陳平的上訴，理由是陳平無法出示文件證明在大馬出生，而陳平則堅稱其證件在1948年警方突襲其居所後被警方繳獲並銷毀，證件散失並非其本人責任。聯邦法院在2009年4月以同樣理由駁回陳平的申請，使他最終回國無望。馬來西亞政府表示，陳平回到馬來西亞會讓那些在馬共游擊戰中失去親人的家庭感到痛苦。2009年10月，配合《合艾和平协议》20周年记念，陳平首次透过马来西亚媒体专访时對馬來亞共產黨暴行，向受害者和家屬道歉：

- 「当时毕竟是战争时代，如果你认为我们杀害人民，但也有共产党员被保安部队杀死。」
- 「马共虽然强调不会残杀无辜，但是在一些情况下，他们确实可能犯错，杀害了无辜人民。」
- 「如果我们曾在有意下杀害无辜平民，那我道歉。我对那些受害者家属道歉，我对我的战友的所作所为负全责。」
- 「有时在战场上，我们是无法分辨谁是无辜，谁不是无辜者。」

陈平在接受《马来西亚局内人》访问时，曾经表态拒绝以毫无尊严的偷渡方式回国。但陈平之后改口，他不介意政府暗中安排他以低调的方式回国。不过他却斩钉截铁地表示，拒绝以公开道歉的方式来换取回国的最后心愿。
针对陈平应否回国的课题，也引起国内各方面的大辩论。马来西亚一些华裔政党和社会人士基于道德和历史因素则支持陈平回国。时任副首相慕尤丁则称，即使陳平道歉也不能回國。《当今大马》观点认为，陈平似乎采取一种既施压但不对抗，亦不道歉的做法，但放软姿态地公开喊出回国的心愿。透过媒体制造舆论压力之后，将责任推回到政府的脚下。

### 逝世
2013年9月16日，陈平病逝于泰国曼谷，终年89岁。当天正值马来西亚成立50周年纪念日（马来西亚成立日）。

## 身后

### 骨灰偷运回马来西亚
陈平生前希望重返马来西亚故土的遗愿，在他死后6年得以实现。2019年9月16日，陈平的骨灰偷偷从泰国运回马来西亚，其相关亲属在怡保低调举行追思会，之后返回陈平在霹雳州的老家探望，随后将其骨灰撒在红土坎大海和蒂迪旺沙中央山脈下， 实现陈平生前的最后遗愿。

### 争议
陈平在2013年9月16日病逝于泰国曼谷后，其家属曾表示陈平是一名「伟人」，他的骨灰应该受到尊重，因此不会将骨灰偷运回国。
直到2019年，由于陈平骨灰运回国事件并不被马来西亚大众所知，故此陈平相关亲属与骨灰处理工作组成员在同年11月26日举行新闻发布会，希望让马来西亚民众知道此事，以了解马来西亚相关历史过程，陈平生前的30多名老战友和老朋友皆有出席。该事件在网络新闻传播后，引起轩然大波，希盟政府遭受在野党如巫统和伊斯兰党等政党人士猛烈批评，质问政府批准陈平骨灰运回国是不顾及国情敏感和曾与马共作战时，牺牲军人的尊严和家属。内政部长慕尤丁强调，政府事前毫不知情，也不曾同意让陈平的骨灰返回马来西亚，指陈平的骨灰涉及偷运入境。马来西亚皇家警察在接获11个针对陈平骨灰运送回大马事件的投报后，对此援引刑事法典第504条文，即蓄意侮辱及破坏公共安宁，第505（c）条文，蓄意破坏公众安宁以及1998年通讯及多媒体法令第233条文调查所有相关人士。首相马哈迪·莫哈末呼吁所有反对者不要为这种琐碎事炒作成种族课题来打击政府，表示陈平人已逝去，带回骨灰不会为国家带来负面影响，如果有人对此不满意，可以投票罢免他。
2020年6月4日，警方将调查报告提呈给总检察署后，马来西亚总检察署基于证据不足，将「前马共总书记陈平骨灰运送回马事件」列为「没有进一步行动」（No Futher Action，NFA）。

## 时间表
- 1924年10月21日：出生
- 1940年1月：被接納為馬共黨員
- 1940年7月4日：離家
- 1941年12月：參與抗日戰爭
- 1942年1月10日：組織馬來亞人民抗日軍 (MPAJA)
- 1942年：遇上他日後的妻子
- 1945年：二次大戰結束
- 1946年1月：獲得英國所頒勳章
- 1946年10月中：在檳城，原總書記萊特被發現叛黨，並取走大筆黨產
- 1947年：萊特在泰國被殺，陳平接任總書記
- 1948年：馬共被列為非法組織
- 1950年：英國人開始迫使華人搬離原有家園，搬到新村，令馬共由農民得到補給出現困難
- 1951年10月6日：英國駐马来亚高级專員亨利·葛尼爵士被殺
- 1952年2月7日：杰拉德·邓普勒爵士接任最高專員，以強硬手段鎮壓馬共
- 1955年12月28日：華玲談判失敗
- 1960年：緊急狀態令結束
- 1989年12月8日：馬來西亞、馬共和泰王國政府簽署和平協定建立和平村
- 2004年10月6日：陳平應新加坡國立大學邀請訪問新加坡3天。
- 2005年：陳平入稟法院申請要求回國，但被法院所拒。
- 2013年9月16日：陳平於早上在泰國逝世，享年89歲，遺留下無法回國的終生遺憾。根據泰國媒體《曼谷郵報》報導，陳平由於年邁，吉隆坡時間6點20分在泰國一家醫院逝世。
- 2019年9月16日：社会组织与亲属将陈平的骨灰从泰国偷偷运往国马来西亚并低调的举办追思会，随后撒在马来西亚大海。

## 著作
- 《陈平：我方的历史》，Media Masters Pte Ltd，2003 ISBN 9810520751, ISBN 9789810520755

### 引用
1. ↑  马共前总书记陈平于泰国病危 （页面存档备份，存于）.：BBC中文网，2011-10-1
2. ↑  .   [2021-08-14]. （原始内容存档于2022-04-09）.
3. ↑  .   [2016-07-10]. （原始内容存档于2016-08-19）.
4. ↑  .   [2016-07-10]. （原始内容存档于2016-09-15）.
5. ↑  https://www.sinchew.com.my/pad/con/content_116557%5B%5D
6. ↑  刘嘉铭. . Malaysiakini. 2009-11-27  [2021-02-28]. （原始内容存档于2011-07-13） （中文）.
7. ↑  慕尤丁：政府不改決定‧陳平道歉也不能回國[] 星洲日報2009-11-24
8. ↑  刘嘉铭. . Malaysiakini. 2009-11-29  [2021-03-12]. （原始内容存档于2011-07-13） （中文）.
9. ↑  馬共總書記陳平逝世 Archive.today的存檔，存档日期2013-09-16. 星洲日报，2013，9(16)
10. ↑  . www.chinapress.com.my.   [2019-11-27]. （原始内容存档于2019-11-28）.
11. ↑  .   [2021-01-12]. （原始内容存档于2021-01-13）.
12. ↑  . Malaysiakini. 2013-09-22  [2021-03-12]. （原始内容存档于2013-09-25） （中文）.
13. ↑  . 中國報 China Press.   [2019-11-27]. （原始内容存档于2019-12-19） （美国英语）.
14. ↑  . 東方網 馬來西亞東方日報.   [2019-11-27]. （原始内容存档于2019-11-28） （中文（简体））.
15. ↑  当今大马. . Malaysiakini. 2019-11-26  [2019-11-27]. （原始内容存档于2022-05-23） （中文）.
16. ↑  . e南洋. 2019-11-28 （中文（简体））.
17. ↑  . 光华网. 2019-11-28. （原始内容存档于2022-05-23） （中文）.
18. ↑  . 星洲网 Sin Chew Daily. 2019-11-29. （原始内容存档于2021-10-09） （中文）.
19. ↑  . 東方網 馬來西亞東方日報.   [2020-11-23]. （原始内容存档于2020-11-30） （中文（简体））.

### 書籍
- 劉鑒銓等人：《青山不老－馬共的歷程》，香港：明報出版社，2004年，ISBN 9628871285
- Chin, C. C., and Karl Hack. eds. 2004. Dialogues with Chin Peng: New Light on the Malayan Communist Party. Singapore: Singapore University Press, 2004, ISBN 9971692972